# Renoir (film 2025)
Renoir (ルノワール?) è un film del 2025 scritto e diretto da Chie Hayakawa.
È stato presentato in concorso al 78º Festival di Cannes.

## Trama
Nella Tokyo del 1987, la piccola Fuki trascorre un'estate turbolenta tra un padre malato terminale e un madre in carriera.

## Promozione
Il trailer del film è stato diffuso online l'11 aprile 2025.

## Distribuzione
Il film è stato presentato in anteprima il 17 maggio 2025 al 78º Festival di Cannes. È stato distribuito nelle sale cinematografiche giapponesi a partire dal 20 giugno 2025.

## Riconoscimenti
- 2025 – Festival di Cannes
  - In concorso per la Palma d'oro